# Koko (gra karciana)

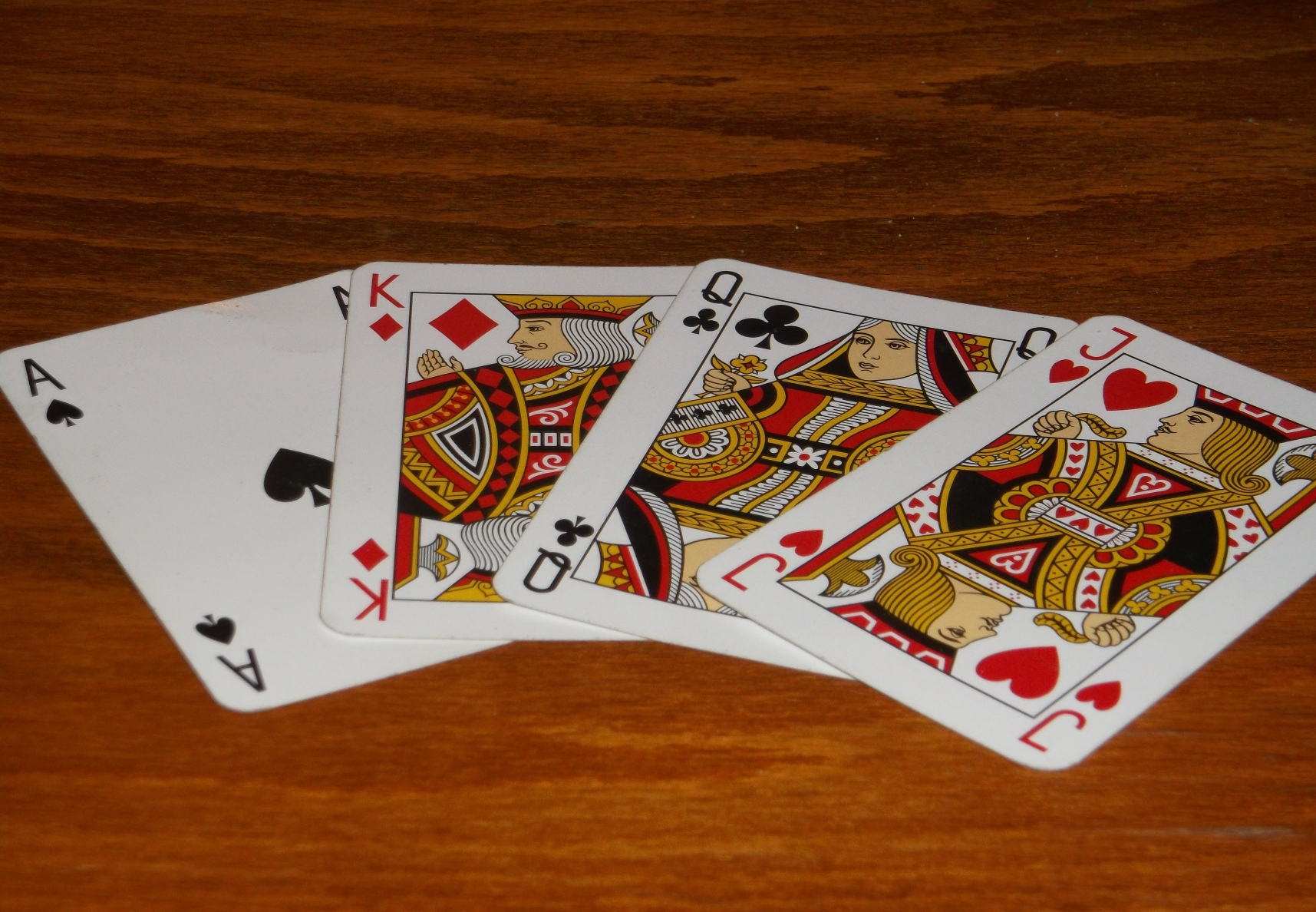
przykładowe karty do grania

Koko – bardzo rzadka i prosta gra karciana, gdzie głównym celem jest zbieranie punktów.

## Przygotowanie
Do gry w Koko potrzebne są dwie osoby, talia 48 kart (od 3 do asa), kartka i długopis lub ołówek.

## Cel gry
Celem gry jest zdobycie największej liczby punktów.

## Zasady gry

### Rozdanie
Karty rozdawane są pomiędzy dwóch graczy. Równo 24 karty na gracza.

### Przebieg gry
Gracze ustalają który z nich będzie wykładał karty pierwszy. Po ustaleniu kolejności pierwszy z graczy wykłada w rzędzie sześć kart w ten sposób aby widać było ich wartość. Po wyłożeniu kart porównuje się je i zostają przyznane punkty, a karty odkłada się na bok. Kolejny gracz robi to samo. Każdy z graczy musi powtórzyć czynność cztery razy. Punkty zapisuje się w tabeli. Na końcu każdej rundy (gdy żaden z graczy nie będzie miał kart) zdobyte punkty sumuje się, a ten który będzie miał więcej oczek wygrywa. Można grać do jednej rundy, ale gracze mogą sami ustalić ile rund chcą rozegrać.

### System przyznawania punktów
Za każdą kartę która ma taką samą figurę jak inna gracz dostaje 5 punktów. Zatem za dwie karty z takimi samymi figurami gracz otrzymuje 10 p. za trzy 15 p. itd. 
Za każdą kartę która ma taki sam kolor jak inna gracz otrzymuje 10 punktów. Zatem za dwie karty z takimi samymi kolorami gracz otrzymuje 20 p. za trzy 30 p. itd.
Największa możliwa liczba punktów w jednej szóstce to 90 p.
Uwaga. Jedna karta może być punktowana więcej niż jeden raz. To znaczy, że jeżeli w wyłożonej szóstce jest np. trójka kier, dama kier i trójka pik to gracz otrzymuje 30 punktów (trójka kier + dama kier – 20 p. trójka kier + trójka pik – 10 p.)